# Shadows in the Deep
Shadows in the Deep drugi je studijski album švedskog death metal sastava Unleashed. Diskografska kuća Century Media Records objavila ga je 1. svibnja 1992. Posvećen je švedskom black metal pjevaču Peru "Dead" Yngveu Ohlinu koji je umro godinu prije izdavanja albuma.

## Popis pjesama
Tekstovi i glazba: Johnny Hedlund, osim gdje je navedeno drugačije. 
| 1.    | »The Final Silence«                | Hedlund, Lindgren                       | 2:54 |
| 2.    | »The Immortals«                    |                                         | 4:22 |
| 3.    | »A Life Beyond«                    | Lindgren                                | 4:48 |
| 4.    | »Shadows in the Deep«              | Lindgren                                | 5:02 |
| 5.    | »Countess Bathory« (obrada Venoma) | Anthony Bray, Jeffrey Dunn, Conrad Lant | 4:00 |
| 6.    | »Never Ending Hate«                |                                         | 2:31 |
| 7.    | »Onward into Countless Battles«    |                                         | 4:13 |
| 8.    | »Crush the Skull«                  |                                         | 3:34 |
| 9.    | »Bloodbath«                        |                                         | 4:07 |
| 10.   | »Land of Ice«                      |                                         | 4:30 |
| 40:01 |                                    |                                         |      |

## Zasluge
Unleashed
- Johnny – bas-gitara, vokal
- Fredrik – solo-gitara, ritam gitara
- Tomas – ritam gitara
- Anders – bubnjevi

Ostalo osoblje
- Lutz Kampert – fotografije
- Thomas Simon – fotografije (uživo)
- Waldemar Sorychta – produkcija
- R. Kampf – izvršna produkcija
- Siggi Bemm – inženjer zvuka
- Claus C. Pilz – grafički dizajn (naslovnica)
- Johan Hanson – logotip
- Axel Hermann – naslovnica